# Franz Brandl (Bergmann)
Franz Ernst Brandl (* 17. Februar 1926 in Bad Königswart, Tschechoslowakei; † 25. Januar 2008 in Nentershausen) war ein deutscher Bergmann. Er erhielt 1951 als Erster das Bundesverdienstkreuz.

## Leben
Brandl war ein Vertriebener aus Bad Königswart im Sudetenland, der sechs Jahre in sowjetischer Kriegsgefangenschaft verbracht hatte und 1950 heimgekehrt war. Er arbeitete als Bergmann im Kupferbergwerk Sontra der Kurhessischen Kupferschiefer-AG in Hessen. Am 26. November 1950 rettete er im Reichenbergschacht zwei Kollegen bei einem Wassereinbruch in etwa 300 Meter Tiefe das Leben. Auf Vorschlag des hessischen Ministerpräsidenten Georg-August Zinn überreichte ihm Bundespräsident Theodor Heuss für diese Rettungstat persönlich am 19. September 1951 das erste Bundesverdienstkreuz in der Stufe „am Bande“. Brandl arbeitete noch bis 1955 als Bergmann. Danach arbeitete er 30 Jahre lang im Mähdrescherbau bei der Firma Massey Ferguson in Eschwege. Er starb im Alter von 81 Jahren am 25. Januar 2008 in Nentershausen.